# シマヨシノボリ
シマヨシノボリ（縞葦登、 R. nagoyae）は、ヨシノボリ類の両側回遊魚。ゴリ、グズ、アオバラなどの地方名がある。

## 分布
朝鮮半島南部、台湾、南西諸島、五島列島、九州、壱岐、隠岐、四国、淡路島、本州（青森県東部、岩手県にかけては局所的）、佐渡島。

## 形態
全長6-7cm。最大で約10cm。琉球列島個体群は、小さい傾向がある。頬にミミズ状の迷路のようなあずき色の模様が入ることが最大の特徴。頬の模様は、琉球列島個体群の方が太い。体側には6列ほどの黒斑がある。胸鰭基底に複数の三日月紋がある。鰓蓋上部に黒色縦帯が明瞭。オスの第一背鰭は高い烏帽子型。繁殖期の5-7月、メスの腹部は青く染まる。そのため、愛媛県大州地方では本種をアオバラと呼ぶ。

## 生態
河川中流域の平瀬などに生息する。礫底を好み、特に浅い落ち込みの下などに多い。大河川から小川まで幅広く分布する。雑食性で、付着藻類や水生昆虫を食す。両側回遊魚で、本州では春に遡上する。初夏にヨシノボリ類の中では小型の卵を産む。琉球列島個体群は冬に産卵する。

## 利用
佃煮、から揚げ、みそ汁、卵とじで食される。

## 分類
琉球列島の個体群とそれ以外は大きく異なり、亜種に値するレベルで異なる。